# 嘉布遣路
嘉布遣路（Rue des Capucins）是法國里昂第一区的一条街道，介于红十字山山坡和沃土广场之间。它开始于嘉布遣广场，结束于十字-帕凯广场。其所在区域被联合国教科文组织列为世界遗产。
沿路建筑多为四五层楼房，立面简单，没有多余的装饰，但有美丽的门，有时会有拱门。这条路有警察局、精品店、晚宴剧场、同性恋组织和山达基教会。
今嘉布遣路6号处，原有一个嘉布遣会修道院，建于1622年。法国大革命期间被赶走。。

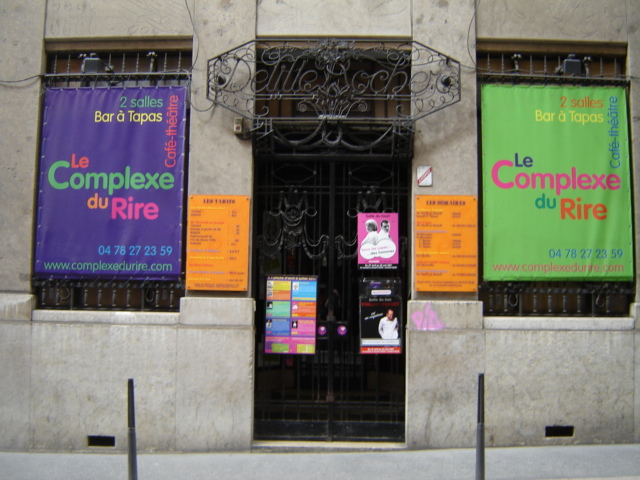
7号

这条路有许多的串廊。
45°46′09″N 4°49′59″E / 45.76917°N 4.83306°E